# Bruits colorés
Pour les articles homonymes, voir Bruit (homonymie).
Bien que le bruit soit un signal aléatoire, il possède des propriétés statiques caractéristiques. La densité spectrale de puissance en est une, et peut être utilisée pour distinguer les différents types de bruit. Cette classification par la densité spectrale donne une terminologie de « couleurs». Chaque type est défini par une couleur. Ces définitions sont, en principe, communes aux différentes disciplines pour lesquelles le bruit est un facteur important (comme l'acoustique, la musique, l'électrotechnique et la physique).

## Loi de proportionnalité
La plupart des définitions de bruits colorés font état d’un signal présent à toutes les fréquences, et qui possède une densité spectrale par unité de largeur de bande (bande passante) proportionnelle à {\displaystyle {\dfrac {1}{f^{\beta }}}} (où f est la fréquence et β un nombre). Ainsi, le bruit blanc est monotone avec β = 0, le bruit rose correspond à β = 1, et le bruit brownien à β = 2.

## Définitions techniques
L’idée d’associer chaque type de son à une couleur provient d’une grossière analogie entre les ondes sonores et lumineuses. On peut représenter les spectres de fréquence des ondes sonores sous forme de diagramme (voir les illustrations (diagrammes bleus)). De même, pour les spectres des ondes lumineuses. De ce fait, si le dessin du diagramme de l'onde sonore du « bruit bleu » était transposé dans un diagramme d’ondes lumineuses, cela correspondrait à une lumière bleue, et ainsi de suite.

### Bruit blanc

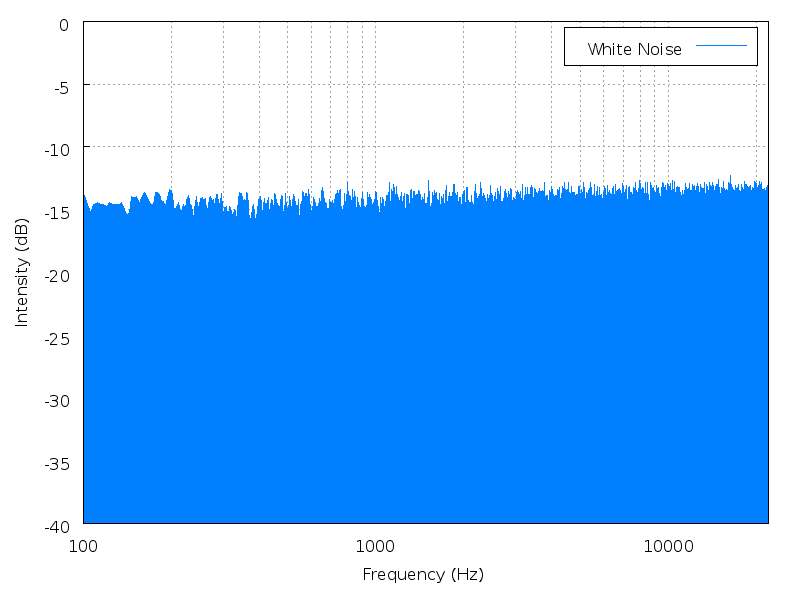
Spectre d'un bruit blanc.

De même que la lumière blanche, le bruit blanc est un signal (ou processus) avec une énergie équivalente par cycle (en hertz). Cela se traduit par un spectre « plat » lorsqu’on en trace le diagramme. Autrement dit, le signal a une puissance constante sur n'importe quelle bande du spectre. Par exemple, l'intervalle de fréquence allant de 40  à   60 Hz contient la même puissance que l'intervalle allant de 4 000  à   4 020 Hz.
Un signal de bruit blanc qui serait constant sur une bande passante infinie est purement théorique. En cumulant la puissance de chaque fréquence, la puissance totale d'un tel signal serait infinie.
En pratique, un signal est dit « blanc » s'il a un spectre uniforme (plat) dans une bande de fréquence définie (comme l’intervalle de fréquence perçu par l’oreille humaine, ou l’intervalle d’émission d’équipements audio/vidéo).

### Bruit rose

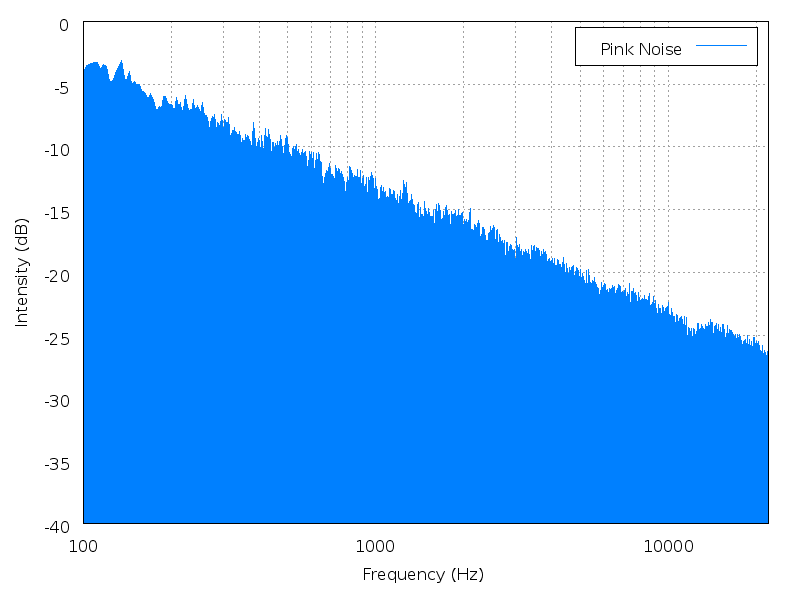
Spectre d'un bruit rose.

Le spectre sonore du bruit rose est plat dans un espace logarithmique. Ainsi, ce type de bruit est caractérisé par une puissance égale sur des bandes proportionnelles en largeur. Une bande correspond en fait à un changement de fréquence (hausse ou baisse à exprimer en pourcentage de l’une des extrémités de l’intervalle). Par exemple, la puissance d’un bruit rose est la même sur les intervalles allant de 40  à   60 Hz et de 4 000  à   6 000 Hz car ces intervalles sont proportionnels (ils correspondent à une hausse de 50 % de la fréquence).
Or, l’appareil auditif humain est souvent étudié dans un espace logarithmique. En effet, l’oreille humaine ne perçoit les sons que sur des bandes de largeurs proportionnelles : un doublement de fréquence sera perçu en termes de puissance sonore de la même façon, quelle que soit la fréquence de départ. Ainsi, en musique, on a défini les octaves : une octave correspond à un doublement de fréquence et est perçu comme contenant la même puissance sonore. C’est pourquoi le bruit rose est souvent utilisé comme signal de référence en ingénierie du son.
D’autre part, sur les diagrammes de spectres sonores, on voit que la densité de puissance sonore du bruit rose, comparée à celle du bruit blanc, diminue de 3 dB par octave : la densité de puissance sonore est proportionnelle à 1/F (où F est la fréquence). C’est pour cela que le bruit rose est souvent appelé « bruit 1/F ».

### Bruit rouge ou brownien

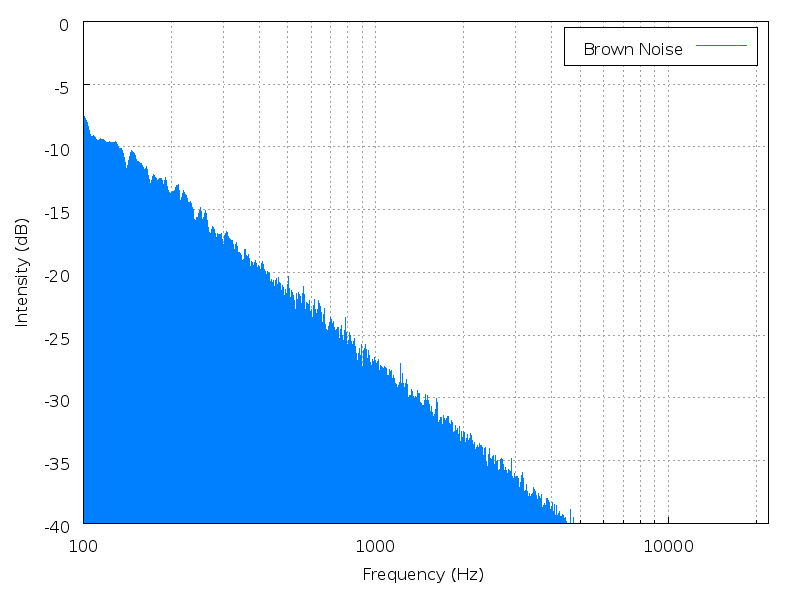
Spectre d'un bruit rouge.

Dans les domaines qui utilisent des définitions précises, la terminologie « bruit rouge », « bruit brownien » ou « bruit brun » fait référence au son ayant une puissance sonore qui décroît de 6 dB par octave lorsque la fréquence augmente (densité proportionnelle à 1/f 2)[source insuffisante] sur un intervalle de fréquence n'incluant pas de DC (qui dans un sens général, n'inclut pas de composante constante, ou de valeur pour f=0).
Dans les domaines qui utilisent des définitions plus approximatives, le « bruit rouge » correspond à tout son dont la densité de puissance diminue lorsque la fréquence augmente,.
Le bruit rouge, selon sa définition exacte, peut être obtenu en utilisant un algorithme simulant le mouvement brownien ou par intégration mathématique du bruit blanc.
Le bruit « brun » ne correspond pas à un spectre sonore pouvant rappeler le spectre lumineux de la couleur brune : brun provient en fait d'une distorsion de l'expression « mouvement brownien » (où, de même, brown ne correspond pas à la couleur marron en anglais, mais au premier observateur du phénomène et inventeur de la notion, le botaniste Robert Brown). Le nom « bruit rouge » est inspiré de la forme du spectre sonore, le bruit rose étant au milieu du blanc et du rouge. Le bruit rouge est aussi appelé « random walk » (marche aléatoire) ou « drunkard's walk » (marche du soulard).

### Bruit bleu (ou azur)

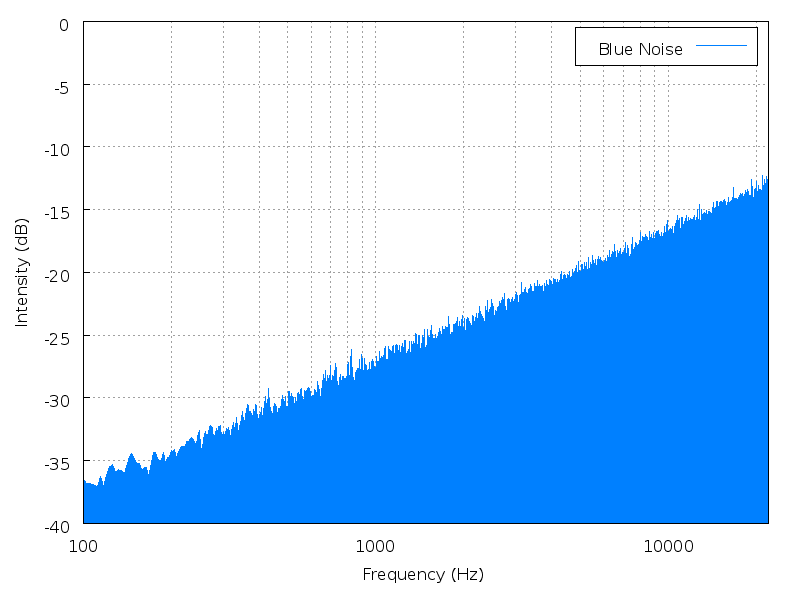
Spectre d'un bruit bleu.

La puissance sonore du bruit bleu augmente de 3 dB par octave lorsque la fréquence augmente (densité proportionnelle à f), et ce jusqu’à une fréquence infinie,.
Dans le domaine de l’informatique graphique, le terme « bruit bleu » est parfois utilisé d’une façon plus approximative pour décrire tout son de puissance sonore minimale à basse fréquence et ne présentant aucun pic lorsque la fréquence augmente (croissance constante).
Cela peut être un bruit utile pour le tramage (dithering en anglais), une technique permettant d'agrandir ou de redéfinir des images pixellisées. Les cellules de la rétine sont construites en configuration « bruit bleu » pour cette raison.

### Bruit violet

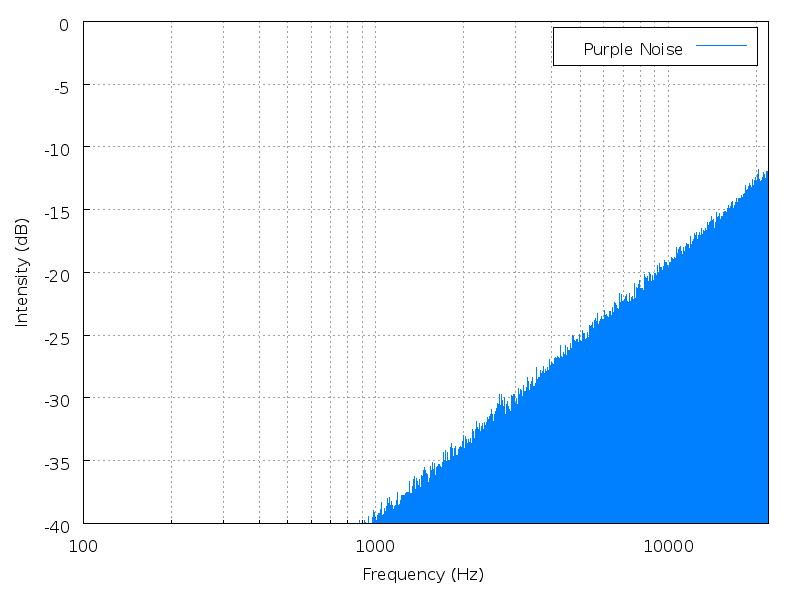
Spectre d'un bruit violet.

La puissance sonore du bruit violet augmente de 6 dB par octave lorsque la fréquence augmente,, (densité proportionnelle à f 2).
Ce bruit est aussi connu comme étant un dérivé du bruit blanc.

### Bruit gris

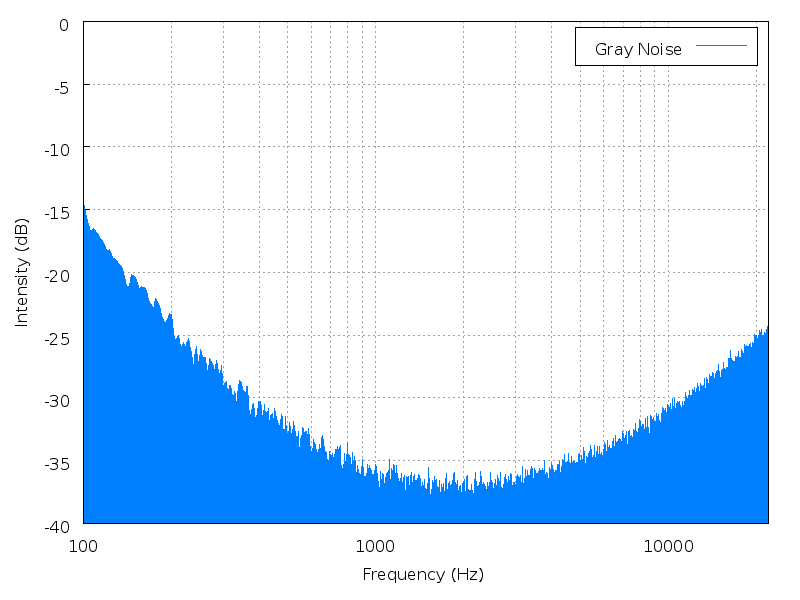
Spectre d'un bruit gris.

Le bruit gris est un bruit rose soumis à une courbe psychoacoustique d'intensité constante (telle qu'une courbe A-weighting curve invertie sur un intervalle restreint de fréquences), de telle sorte qu'un auditeur ait l'impression que l'intensité est égale pour toutes les fréquences. 
Cela est à différencier au bruit blanc « standard » qui a une intensité égale sur un intervalle linéaire de fréquences mais qui n'est pas perçue comme telle à cause des biais de l'appareil auditif humain.

### Autres bruits
Tous les bruits entrent dans une catégorie citée ci-dessus.